# فرماندهی مرکزی نیروی دریایی ایالات متحده آمریکا
ستاد فرماندهی مرکزی نیروهای دریایی ایالات متحده آمریکا (NAVCENT) عنصر نیروی دریایی ایالات متحده آمریکا در ستاد فرماندهی مرکزی ایالات متحده آمریکا (USCENTCOM) است. حوزه مسئولیت این ستاد دریای سرخ، دریای عمان، خلیج فارس و دریای عرب بوده و از ناوگان پنجم نیروی دریایی آمریکا، چندین نیروی رزمی تابع و نیروهای رزمی ترکیبی ۱۵۰و ۱۵۸ و دیگر نیروها تشکیل شده‌است.

## عملیات‌های نیروی دریایی در خلیج فارس ۱۹۴۵ تا ۱۹۷۱
عملیات‌های نیروی دریایی پس از جنگ جهانی دوم در خلیج فارس در سال ۱۹۴۸ شروع شد. در این زمان مجموعه ای از گروه‌های رزمی به رهبری ناو هواپیمابر یواس‌اس ولی فورج، ناو اسکورت یواس‌اس رنداوا و نیروی رزمی ۱۲۸ به رهبری یواس‌اس پاکونو از خلیج فارس بازدید کردند.
در بیستم ژانویه ۱۹۴۸ فرمانده کل آتلانتیک شمالی و مدیترانه، دریاسالار کالونی نیروی رزمی ۱۲۶ را تشکیل داد تا بر تعداد زیادی از ناوگان نفتکش‌های دریایی و تانکرهای حامل نفت در خلیج فارس نظارت کند.
در ژوئن ۱۹۴۹ این نیروی رزمی به نیروی خلیج فارس تبدیل شد و در ۱۶ اوت همان سال به نیروی خاورمیانه تبدیل شد.
در اکتبر ۱۹۴۸ یک گروه بررسی آب‌نگاری برای کمک به نقشه‌نگاری خلیج فارس به این مکان وارد شدند. این گروه متشکل بود از یواس‌اس موری، یواس‌اس داتون، یواس‌اس جان‌بیلش و یواس‌اس لیتل‌هیلز که تا آوریل ۱۹۴۹ در خلیج فارس ماندند اما تلاش‌های آنها توسط آب‌وهوا، پشتیبانی لجستیکی و تدارکات محدود شده بود.
در ۱۹۷۱ بحرین به شکل کامل استقلال خود را به دست آورد و نیروی دریایی آمریکا قسمتی از پایگاه قدیمی بریتانیایی‌ها در این کشور به نام اچ‌ام‌اس جوفَیر که سال ۱۹۳۵ شروع به کار کرده بود را اجاره کرد.
نام این پایگاه نخست به «واحد پشتیبانی اجرایی، بحرین» تغییر یافت سپس در ۱۹۹۹ به واحد پشتیبانی دریایی بحرین تغییر کرد.

## ستاد فرماندهی مرکزی نیروی دریایی از ۱۹۸۳

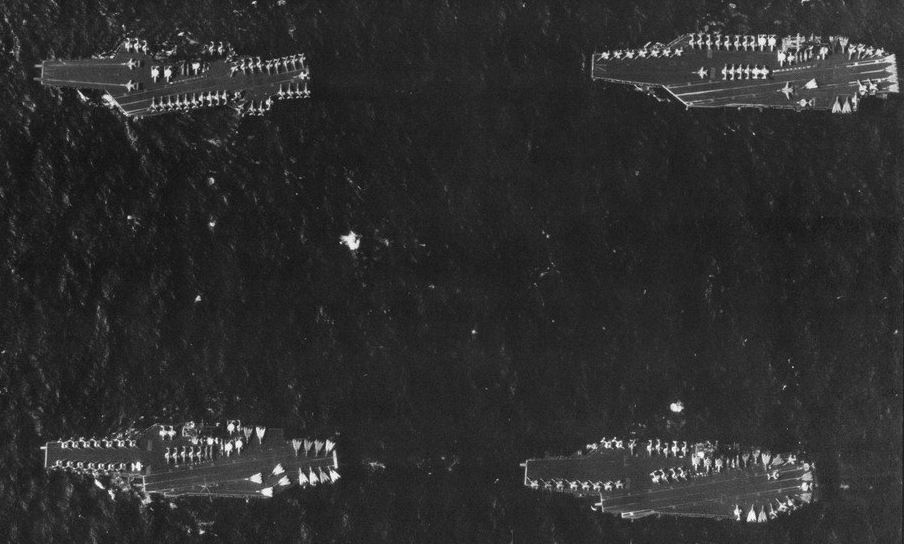
نیروی نبرد زولو، نبرد خلیج ۱۹۹۱

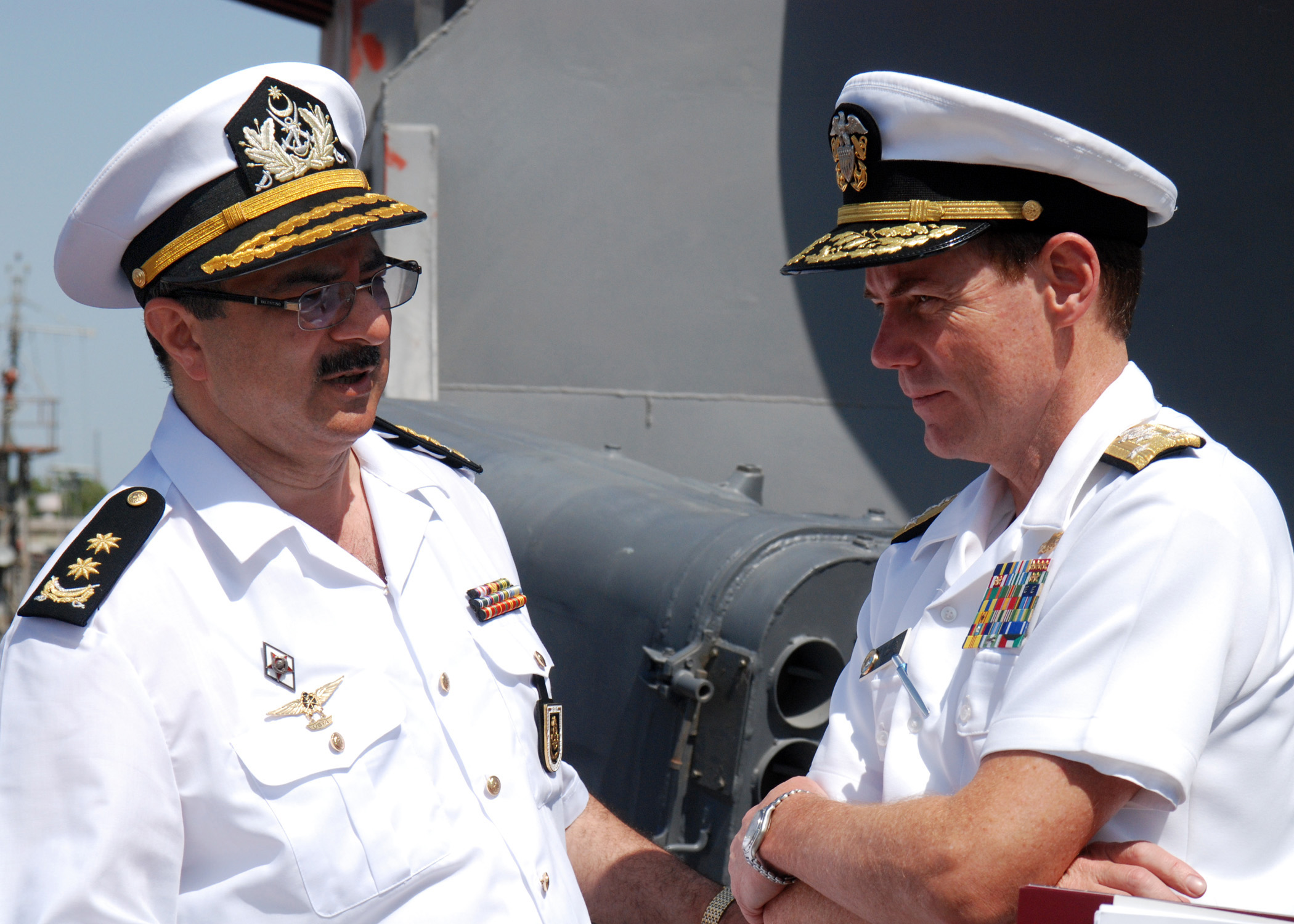
دریاسالار کوین کاسگریف فرمانده ستاد مرکزی نیروی دریایی آمریکا در ملاقات با دریاسالار نیروی دریایی آذربایجان شاهین سلطانف باکو، آذربایجان

فرماندهی در اول ژانویهٔ ۱۹۸۳ به عنوان بخشی از ستاد فرماندهی مرکزی ایالات متحده تأسیس شد و فرماندهی ستاد مرکزی نیروی دریایی نخست به یک افسر پرچم‌دار، مستقر در پرل هاربر اهدا شد و وظیفه پشتیبانی اداری و لجستیکی نیروی دریایی ایالات متحده در خلیج فارس برعهده وی نهاده شد.
دریابان استن آرتور اولین فرمانده ستاد مرکزی در منطقه در اولین سال خود در مقام فرماندهی به‌طور همزمان در سمت فرماندهٔ کل ستاد و افسر برنامه‌ریزی ناوگان اقیانوس آرام فعالیت داشت.
افسر پرچم‌دار وقت که در منطقه مستقر شده بود به عنوان فرمانده نیروی‌های خاورمیانه شناخته می‌شد کنترل عملیاتی نیروی دریایی ایالات متحده را در خلیج فارس حفظ کرد و با این کا خدمت مؤثری برای ستاد فرماندهی مرکزی ایالات متحده انجام داد.
چندی بعد از استقرار اولیه نیروی‌های ستاد فرماندهی مرکزی مرز میان نیروهای این ستاد(USCENTCOM) و فرماندهی اقیانوس آرام(USPACOM) تنگه هرمز تعیین شد. برای اداره نیروهایی از سرویس‌های مختلف که در این مرز عملیات انجام می‌دادند نیروی رزمی مشترک خاورمیانه در بیستم سپتامبر ۱۹۸۷ تشکیل شد. خیلی زود آشکار شد که این نیرو و نیروی خاورمیانه فرمان عملیات‌های مشابهی را می‌گرفتند و یک فرمانده دوجانبه نیروی دریایی داشتند که در فوریهٔ ۱۹۸۸ به فرماندهی نیروی خاورمیانه منصوب شد. فرماندهی مرکزی نیروی دریایی بخشی از عملیات ارادهٔ جدی در سال‌های ۱۹۸۶ تا ۱۹۸۷ را بر عهده گرفت این ستاد همچنین وظیفه اداره کردن بالگردهای ویژهٔ عملیات ارتش را در عملیات فرصت برجسته انجام داد که بعدها عملیات آخوندک هم به پیروی از آن انجام شد.
در ماه اوت ۱۹۹۰ کاپیتان نیروی دریایی ایالات متحده رابرت ساتن برای ترفیع به درجهٔ دریادار به قصد خدمت بعنوان فرمانده ستاد مرکزی نیروی دریایی ایالات متحده انتخاب شد. ٰ اولین فرمان ستاد فرماندهی مرکزی به نام «سپر صحرا» (در برخی منابع موسوم به جنگ خلیج) صادر شد.
در دهم اوت ۱۹۹۰ قرار بر آن شد تا نیروی‌های پرل‌هاربر و خاورمیانه از یک دیگر جدا شده و تقسیم وظایف میان دو سازمان صورت بگیرد، با این وجود پوکارنت می‌نویسد که شوارتسکف پیش از این تصمیم گرفته بود تا کارها را به شکل دیگری انجام دهد.
بر اساس بازگوهای پوکارنت در یک ملاقات در ششم اوت ۱۹۹۰ رئیس‌کل برنامه‌ریزی فرماندهی مرکزی دریابان گرنت شارپ به شوارتسکف توصیه کرده بود که بهتر است تعدادی از فرمانده‌های ناوگان‌های اختصاص داده شده به فرماندهی مرکزی را برای کنترل نیروی دریایی گسترده مستقر کند.
شوارتسکف دربارهٔ این موضوع با فرمانده کل نیروهای اقیانوس آرام، دریابان هانگینتون هاردیستی گفتگو کرد. موافقت شد تا کارمندان ناوگان هفدهم ایالات متحده زیرنظر دریاسالار هنک ماوز برای فرماندهی خاورمیانه فرستاده شوند.
به واسطه این موافقت به فرماندهی ناوگان سوم ایالات متحده به شکل آزمایشی کارمندانی را برای جایگزینی این نیروها به مدت شش ماه اختصاص داد.
ماوز، کارمندانش و کشتی پرچم‌دار او یواس‌اس بلوریج یواس‌اس Blue Ridge در یوکوسوکا، ژاپن که بندر خانگی آنها محسوب می‌شد حضور پیدا کردند. این حضور برای سرعت بخشیدن به روند به دستگیری فرمان بود. به ماوز اجازه داده شد تا فوراً به همراه چند تن از اعضای کلیدی خود با یک هواپیمای لاکهید به نام 'پیتر ربیت' به جزیرهٔ دیه‌گو گارسیا پرواز کند.
بقیهٔ گروه فرماندهی می‌بایست با بلو ریج به سمت خلیج فارس حرکت می‌کردند. وقتی فرمانده ماوز ترخیص شد در ادامه از دیه‌گو گارسیا به بحرین سفر کرد. او انتظار داشت تا چند روز پیش از به دست گرفتن فرماندهی زمان برای آشنایی با شرایط داشته باشد.
با این حال هنگامی که در مقصد فرود آمد پیامی از سوی شوارتسکف دریافت کرد که به دستور داده شده بود فوراً خود را برای فرماندهی آماده کند.
از اول ژانویه ۱۹۹۱ شش حامل مستقر شدند که به شرح زیر مستقر شدند:
- نیروی نبرد یانکی، ۲ حامل شامل ساراتوگا در دریای سرخ زیر نظر دریابان ریلی میکسون فرمانده گروه هواپیمابر دو/نیروی رزمی ۱۵۵
- نیروی نبرد زولو، ۴ حامل در دریای عرب و خلیج فارس زیر نظر دریابان دانیل پ. مارچ فرمانده گروه هواپیمابر پنج/ نیروی رزمی ۱۵۴

فرماندهی گروه رزمی ۱۵۰ بر عهده دریا سالار هنری ه. ماوز بود. او فرماندهی گروه رزمی ۱۵۱ (نیروی خاورمیانه) را بر عهده داشت همین‌حال نیز یواس‌اس بانکر هیل، گروه رزمی ۱۵۰٫۳ لجستیک نیروی دریایی (زیر نظر دریابان باب ساتن) و نیروی رزمی ۱۵۶ (نیروی آبی/خاکی) تحت امر این فرمانده بودند.
او از زمانی که از کشتی‌های درصحنه شروع به عمل کرد نیروی دریایی مرکزی واحد ریاض را بنیان‌گذاری کرد که قرار بود یک سازمان کارکنان برای تداوم نمایندگی نیروی دریایی در مراکز فرماندهی سنتکام باشد. این مأموریت در مراحل اول به فرمانده گروه حامل سوم سپرده شد. در ازنای ماه‌های موفقیت نیروی‌های ستاد مرکزی نیروی دریایی ایالات متحده تقویت شده و افزایش تعداد داشتند اما کماکان نسبت به ارتش مرکزی ایالات متحده و نیروی هوایی مرکزی ایالات متحده نیرویی کوچک باقی مانده بودند. ماه فرمانده نوامبر واحد مرکزی نیروی دریایی در ریاض از فرماندهی گروه هواپیمابر سوم به گروه ناوشکن پنجم منتقل شد. این تغییر باعث شد تا افسر پرچم‌دار نیروی دریایی در واحد مرکزی نیروی دریایی در ریاض به مراتب از دیگر نمایندگان جوان‌تر بماند (مخصوص از نماینده نیروی هوایی مرکزی ایالات متحده). این عدم تعادل در اندازه و ارشدیت میان نیروی دریایی و دیگر نیروها به همراهی جدائی جغرافیایی با مراکز فرماندهی ستاد مرکزی نیروی دریایی کار را برای واحد این ستاد در ریاض سخت کرد تا هماهنگ‌های کلی و برنامه‌ریزی صورت گیرد.
در ۲۴ آوریل ۱۹۹۱، دریاسالار آرتور فرماندهی ستاد مرکزی نیروی دریایی را به دریابان ری تیلور اعطاء کرد. با تغییر فاگتری به عنوان فرماندهٔ نیروی خاورمیانه دریاسالار آرتور با ناو بلوریج شروع به سفر دریایی کرده و به سمت اقیانوس آرام بازگشتند.
دو ماه قبل دریابان تیلور اندیشه‌هایی دربارهٔ جهت‌گیری دوبارهٔ ستاد مرکزی نیروی دریایی و ساختار فرماندهی آن در دنباله روی از یک اظهار نظر دریاسالار آرتور به شوارتسکف ارائه کرد.
طرح پیشنهاد که قسمت مربوط به روند انتصاب در آن اصلاح شده بود، سرانجام به همین منظور یک فرماندهٔ ستاد فرماندهی مرکزی نیروی دریایی آمریکا در هاوایی یک قرار ملاقات ۲ستاره با ستاد فرماندهی مرکزی در تمپا، فلوریدا ترتیب داد. زمانی که دریابان ساتن برکنار شده بود، دریابان دیوید راجرز اولین نماینده نیروی دریایی دوستاره در تمپا شد.
هرچند فرماندهی ناوگان هفتم مسئولیت فرماندهی را در این دوره به عهده گرفت. هیچ ناوگان شماره‌گذاری شده‌ای به‌طور دائم در حیطه مسئولیت فرماندهی مرکزی ایالات متحده در اولین جنگ خلیج و حتی چهار سال بعد از آن وجود نداشت. در ژوئیه ۱۹۹۵ تعدادی ناوگان شماره‌گذاری شده توسط یکی از افراد بالارتبه ضروری تلقی شدند. این ضرورت بعد از یک وقفه ۴۸ ساله به وجود آمد با جایگزین شدن فرماندهی نیروهای خاورمیانه، ناوگان پنجم نیروی دریایی ایالات متحده آمریکا دوباره فعال شد.

## نیروهای دریایی ترکیبی
در فوریه ۲۰۰۲ نیروی‌های دریایی ترکیبی به منظور پشتیبانی عملیات‌های هماهنگ تأسیس شدند. این یک همکاری میان نیروهای دریایی بین‌المللی بود که امنیت ترافیک دریایی را با انجام مأموریت‌های ضددزدی دریایی و ضدتروریسم تأمین می‌کند.
این مأموریت‌ها در آب‌های پرتردد خاورمیانه، آفریقا و جنوب‌آسیا متشکل از دریای سرخ، خلیج فارس، خلیج عدن، دریای عرب و گسترهٔ اقیانوس هند می‌شوند.
پرسنل و کشتی‌های نیروی دریایی ترکیبی از ۳۳ ملت مختلف بوده و به ۳ نیروی رزمی اصلی زیر تقسیم می‌شوند:
- نیروی رزمی ترکیبی ۱۵۰ (CTF-150) - امنیت دریایی و ضدتروریسم[۱۱]
- نیروی رزمی ترکیبی ۱۵۱ (CTF-151) - ضد دزدی‌دریایی[۱۲]
- نیروی رزمی ترکیبی ۱۵۲ (CTF-152) - نیروی مشارکتی امنیت خلیج فارس[۱۳]

بعد از حملات ۱۱ سپتامبر در ایالات متحده نیروی رزمی ۱۵۰ که سابقاً یک نیروی نظامی یک‌ملیتی تشکیل شده از آمریکایی بوده به یک نیروی چندملیتی تبدیل شد.
این نیروی جدید یک نیروی رزمی ترکیبی جدید بود (به اختصار HAO MIO Force) و تمرکز اصلی خود را بر ضدتروریسم گذاشت. این نیرو در سوم فوریه ۲۰۰۲ توسط دریاسالار چارلز مور تأسیس شد. در طول زمان این نیرو به شکل فزاینده ای به نبرد علیه وقوع دزدی دریایی در سومالی پرداخت.
نیروی رزمی ترکیبی ۱۵۱ در ژانویه ۲۰۰۹ توسط دریاسالار ویلیام گورتنی به شکل ویژه برای انجام عملیات‌های ضد دزدی‌دریایی تأسیس شد.
انجام عملیات‌های این نیرو درکنار عملیات سپر دریا (عملیات مشترک ناتو) و استقرار نیروهای ملت‌های دیگر مثل نیروی دریایی ارتش آزادی‌بخش خلق چین که به تازگی با نیروی رزمی ترکیبی ۵۲۶ بر کشتی جنگی چینی ون‌ژو (شماره ۵۰۶) صورت می‌گیرد.
| استرالیا | بحرین               | بلژیک             |
| برزیل    | کانادا              | دانمارک           |
| فرانسه   | آلمان               | یونان             |
| ایتالیا  | عراق                | ژاپن              |
| اردن     | کره جنوبی           | کویت              |
| هلند     | نیوزیلند            | نروژ              |
| مالزی    | پاکستان             | پرتغال            |
| فیلیپین  | قطر                 | عربستان سعودی     |
| سیشل     | سنگاپور             | اسپانیا           |
| تایلند   | ترکیه               | امارات متحده عربی |
| بریتانیا | ایالات متحده آمریکا | یمن               |